# شهرستان بروک (ویرجینیای غربی)
شهرستان بروک، ویرجینیای غربی (به انگلیسی: Brooke County, West Virginia) یک سکونتگاه مسکونی در ایالات متحده آمریکا است که در ویرجینیای غربی واقع شده‌است.

## خصوصیات
شهرستان بروک ۲۴۰٫۸۷ کیلومترمربع مساحت دارد.